# Bernos-Beaulac
Bernos-Beaulac är en kommun i departementet Gironde i regionen Nouvelle-Aquitaine i sydvästra Frankrike. Kommunen ligger i kantonen Bazas som tillhör arrondissementet Langon. År 2022 hade Bernos-Beaulac 1 134 invånare.

## Befolkningsutveckling
Antalet invånare i kommunen Bernos-Beaulac
Referens:INSEE